# 寂寞漂流碟

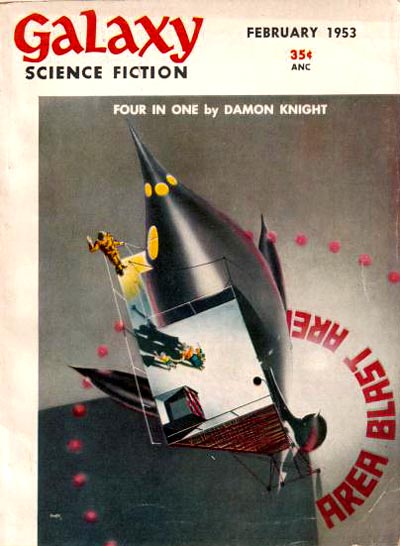
《寂寞漂流碟》最初发表在1953年2月的《银河系科幻小说》杂志上。

《寂寞漂流碟》（英文：A Saucer of Loneliness）是一篇短篇科幻小说，作者是美国小说家西奥多·史特金。首次出版是在1953年2月的短篇小说杂志银河系科幻小说（Galaxy Science Fiction Novels）上。